# للا حبي (فلم)
للا حبي فيلم كوميدي مغربي صدر سنة 1996، من إخراج محمد عبد الرحمن التازي، وهو الجزء الثاني للفيلم الكوميدي الشهير البحث عن زوج امرأتي، حيث يلعب الممثل حميدو بنسعيد دور الحاج بن موسى هذه المرة بدلًا من البشير السكيرج، وكذلك تلعب سامية أقريو دور هدى الزوجة الشابة بدل منى فتو.

## القصة
تدور أحداث الفيلم حول رحلة الحاج بن موسى إلى بلجيكا واستمرار البحث عن زوج زوجته الثالثة قصد تطليقها منه واستعادتها من جديد، وأثناء غيابه تحاول زوجته الأولى للا حبي تسيير أمور البيت إلى حين عودة الحاج من سفره.

## وصلات خارجية
مقالات تستعمل روابط فنية بلا صلة مع ويكي بيانات